# Bruno Martignoni
Pour les articles homonymes, voir Martignoni.
Bruno Martignoni, né le 13 décembre 1992, est un footballeur suisse. Il joue au poste de défenseur avec le FC Chiasso.

## Biographie

### En club
Bruno Martignoni intègre l'effectif professionnel du club du FC Locarno en 2008. Il débute en deuxième division suisse le 25 avril 2009 contre le Servette FC (1-1). Il dispute au total 3 matchs lors de cette saison 2008-2009.

### En équipe nationale
En mai 2009, Bruno Martignoni dispute le Championnat d'Europe des moins de 17 ans en Allemagne avec les moins de 17 ans suisse où il dispute trois matchs pour s'arrêter en demi-finales de la compétition.
Puis au mois d'octobre 2009, Martignoni participe à la Coupe du monde des moins de 17 ans au Nigeria. Il y dispute six matchs et inscrit un but contre la Colombie en demi-finales (4-0). La Suisse fait un excellent parcours et remporte la Coupe du monde contre l'équipe hôte, le Nigeria (1-0).

## Palmarès

### En sélection nationale
- Suisse - 17 ans
  - Coupe du monde - 17 ans
    - Vainqueur : 2009.

## Statistiques
| Saison                | Club                   | Championnat           | Championnat | Championnat | Coupe(s) nationale(s) | Coupe(s) nationale(s) | Total | Total |
| Saison                | Club                   | Division              | M.          | B.          | M.                    | B.                    | M.    | B.    |
| 2008-2009             | FC Locarno             | Challenge League      | 3           | 0           | -                     | -                     | 3     | 0     |
| 2009-2010             | FC Locarno             | Challenge League      | 12          | 0           | -                     | -                     | 12    | 0     |
| 2010-2011             | Cagliari Calcio (prêt) | Série A               | -           | -           | 1                     | 0                     | 1     | 0     |
| 2011-2012             | FC Locarno             | Challenge League      | 24          | 0           | 2                     | 0                     | 26    | 0     |
| 2012-2013             | FC Locarno             | Challenge League      | 34          | 0           | 3                     | 0                     | 37    | 0     |
| Sous-total            | Sous-total             | Sous-total            | 73          | 0           | 6                     | 0                     | 79    | 0     |
| 2013-2014             | FC Aarau               | Super League          | 23          | 1           | 1                     | 0                     | 24    | 1     |
| 2014-2015             | FC Aarau               | Super League          | 5           | 0           | 2                     | 0                     | 7     | 0     |
| 2014-2015             | Servette FC (prêt)     | Challenge League      | 17          | 1           | -                     | -                     | 17    | 1     |
| 2015-2016             | FC Aarau               | Challenge League      | 24          | 0           | 3                     | 0                     | 27    | 0     |
| 2016-2017             | FC Aarau               | Challenge League      | 10          | 0           | 3                     | 0                     | 13    | 0     |
| Sous-total            | Sous-total             | Sous-total            | 79          | 2           | 9                     | 0                     | 88    | 2     |
| 2016-2017             | FC Lugano              | Super League          | 4           | 0           | -                     | -                     | 4     | 0     |
| 2017-2018             | FC Chiasso (prêt)      | Challenge League      | 23          | 0           | 2                     | 0                     | 25    | 0     |
| Sous-total            | Sous-total             | Sous-total            | 27          | 0           | 2                     | 0                     | 29    | 0     |
| 2018-2019             | FC Chiasso             | Challenge League      | 12          | 0           | 3                     | 0                     | 15    | 0     |
| Sous-total            | Sous-total             | Sous-total            | 12          | 0           | 3                     | 0                     | 15    | 0     |
| Total sur la carrière | Total sur la carrière  | Total sur la carrière | 191         | 2           | 20                    | 0                     | 211   | 2     |